# De Minimaatschappij
De Minimaatschappij  is een voormalig programma van NPO Radio 1. 
In het programma begaven een of enkele verslaggevers zich gedurende elke vijf opeenvolgende afleveringen naar één bepaalde plek ergens in Nederland, om daar gesprekken te voeren met de plaatselijke bevolking. Daarbij staat steeds een bepaald thema centraal dat met de bezochte locatie rechtstreeks verband houdt. Tot de bezochte locaties behoren de Holterberg, Harderwijk, Scheveningen, Marken, Urk, het Laakwartier in Den Haag, Amsterdam Oud-Zuid (vanwege een bezoek van Shia LaBeouf), de Zuidas en het Nationaal Militair Museum. De Nijmeegse wijk Lent heeft in 2015 twee keer centraal gestaan in het programma, de eerste keer vanwege project "Strowijk" en enkele maanden later nog eens vanwege de opvang van Eritrese asielzoekers door studenten. 
De Minimaatschappij werd sinds 1 januari 2014 op doordeweekse dagen 's ochtends uitgezonden, als onderdeel van De Ochtend. Het programma stopte in 2016.